# Antiphiona
Antiphiona es un género de plantas fanerógamas perteneciente a la familia de las asteráceas. Comprende 2 especies descritas y  aceptadas.

## Taxonomía
El género fue descrito por Hermann Merxmüller y publicado en Mitt. Bot. Staatssamml. Munchen 9–10: 432. 1954. La especie tipo es Antiphiona pinnatisecta (S.Moore) Merxm.

## Especies
- Antiphiona fragrans (Merxm.) Merxm.
- Antiphiona pinnatisecta (S.Moore) Merxm.